# Giảm phát triển

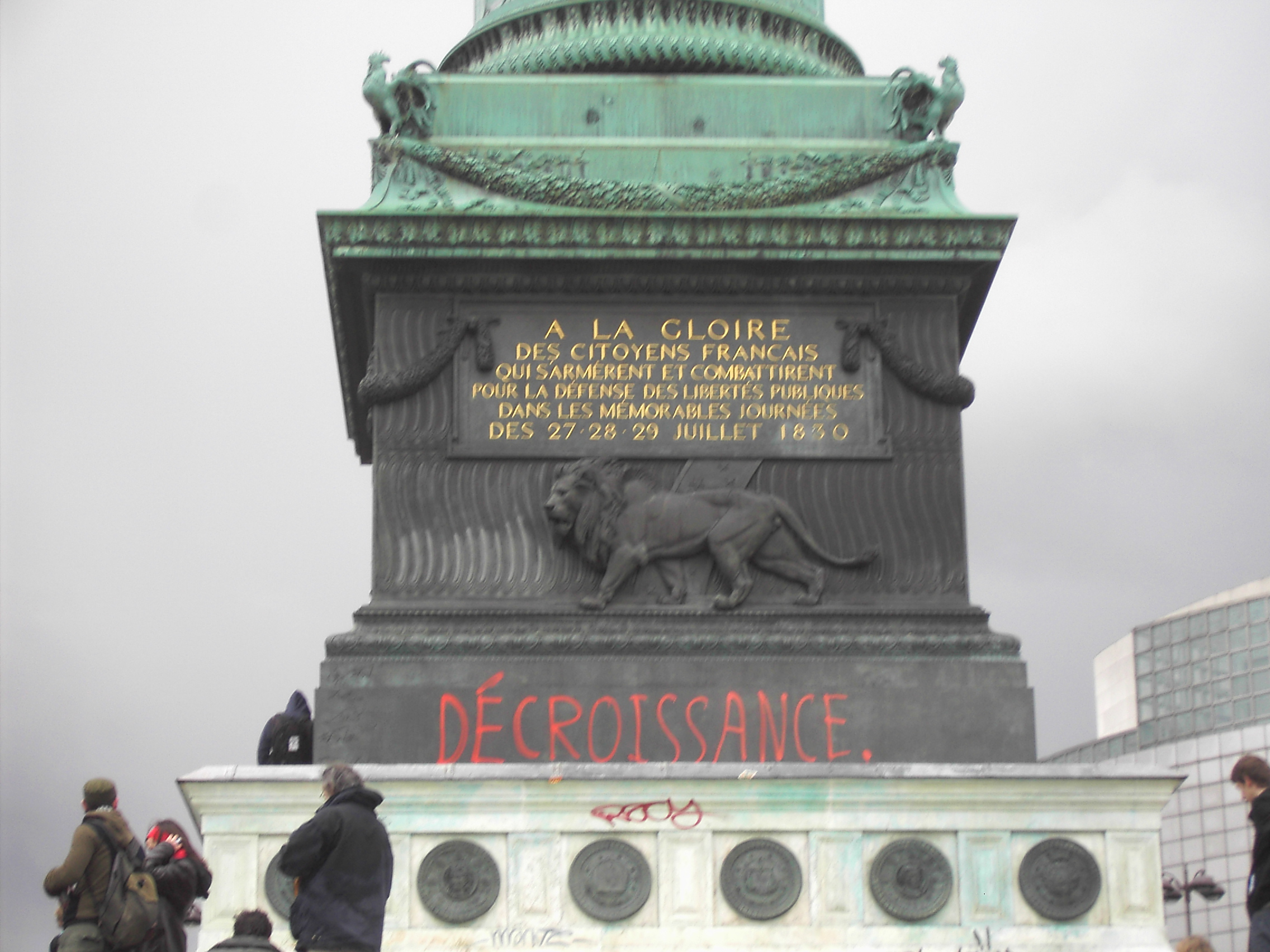
Pro-degrowth graffiti trên cây Cột tháng bảy ở những Nơi de la Bastille ở Paris trong một cuộc biểu tình chống lại những Hợp đồng công nhân đầu tiên (ngày 28 năm 2006).

Degrowth (tiếng Pháp: décroissance) là một phong trào chính trị, kinh tế và xã hội dựa trên học thuyết hệ sinh thái kinh tế. Phong trào này chống lại sự tiêu thụ và chống chủ nghĩa tư bản. Đây cũng được coi là một chiến lược kinh tế thiết yếu để đối phó với tình trạng tiến thoái lưỡng nan về giới hạn tăng trưởng (xem The Path to Degrowth in Overdeveloped Countries và post-growth). Các nhà tư tưởng và hoạt động theo chủ nghĩa giảm phát ủng hộ việc giảm thiểu Sản xuất và tiêu thụ - thứ làm giảm tăng trưởng nền kinh tế. Vì họ cho rằng việc tiêu thụ quá mức là gốc rễ của các Vấn đề môi trường dài hạn và Bất bình đẳng xã hội. Mục đích của các khái niệm về Giảm phát là giảm tiêu thụ mà không hy sinh lợi ích cá nhân hay làm giảm hạnh phúc. Đúng Hơn, "degrowthists" có mục đích giúp tối đa hóa hạnh phúc qua việc tránh lãng phí thời gian cho các việc không cần thiết để dành thêm thời gian cho các hoạt động nghệ thuật, âm nhạc, gia đình, thiên nhiên và văn hóa cộng đồng.

## Nền tảng
Phong trào xuất phát từ những lo ngại về những hậu quả của productivism và tiêu thụ
liên quan đến công sức của toàn xã hội (cho dù
tư bản hay xã hội chủ nghĩa) bao gồm:
- Giảm sử dụng các nguồn năng lượng sẵn có (xem dầu đỉnh)
- Giảm chất lượng của môi trường (thấy sự nóng lên toàn cầu, ô nhiễm, mối đe dọa đến hệ sinh thái)
- Sự suy giảm sức khỏe của flora và động vật trên đó, con người phụ thuộc (có thể xem như Gần sự tuyệt chủng)
- Sự nổi lên của xã hội tiêu cực-tác (không bền vững, sức khỏe yếu, nghèo đói)
- Giảm sử dụng quá mức nguồn tài nguyên của các quốc gia đang phát triển để đáp ứng lối sống mà tiêu thụ nhiều thức ăn và năng lượng, và sản xuất lớn hơn tránh lãng phí, giảm chi phí tại các đất nước thuộc thế Giới thứ Ba (xem thêm: neocolonialism)